# 330
Het jaar 330 is het 30e jaar in de 4e eeuw volgens de christelijke jaartelling.

## Gebeurtenissen

### Klein-Azië
- 11 mei - Keizer Constantijn I herdoopt tijdens een plechtigheid in het Hippodroom, het vroegere Byzantium tot Nova Roma ("Nieuw Rome"). De hoofdstad wordt later bekend als Konstantinoupolis (Constantinopel).

### Europa
- De Goten vallen de Don-delta binnen en verwoesten vele steden aan de Zwarte Zee.

### Armenië
- Khosro III (r. 330 - 339) volgt zijn vader Tiridates IV op als koning van Armenië.

## Geboren
- Ammianus Marcellinus, Romeins historicus (waarschijnlijke datum)
- Basilius van Caesarea, heilige en kerkvader (waarschijnlijke datum)

## Overleden
- Iamblichus, neoplatonistisch filosoof (waarschijnlijke datum)
- Tiridates IV, koning van Armenië (waarschijnlijke datum)